# Salix harmsiana
Salix harmsiana är en videväxtart som beskrevs av Karl Otto von Seemen. Salix harmsiana ingår i släktet viden, och familjen videväxter. Inga underarter finns listade i Catalogue of Life.